# Dentiraja lemprieri
Dentiraja lemprieri är en rockeart som först beskrevs av Richardson 1845.  Dentiraja lemprieri ingår i släktet Dentiraja och familjen egentliga rockor. IUCN kategoriserar arten globalt som livskraftig. Inga underarter finns listade i Catalogue of Life.